# Bromm Oss
Bromm Oss war eine Amateur-Rockband aus Lauscha in Thüringen. Bekannt wurde die Band in den frühen 1980er Jahren durch Eigenproduktionen in der Lauschaer Mundart, die teilweise auch veröffentlicht wurden.

## Geschichte
Die Band Bromm Oss entstand aus verschiedenen Vorgängerprojekten. Reinhard Bäz (Flax) sammelte seine ersten Erfahrungen als Musiker bei der Band „Records“. Horst Greiner-Fuchs und Manfred Kraus (Männix) gründeten die Band „Helios“. Rolf Städter spielte erstmals bei den „Cammeruns“ und Michael Müller-Philipp-Sohn bei „Formation 6“. Im Jahr 1974 gründeten Kraus, Greiner-Fuchs und Bäz gemeinsam mit Willy Knoth und Hubert Greiner-Schwedt (Eddä) die Band „Epy Thal“. Der Name nimmt Bezug auf die fünf (Epy)-Täler, in denen Lauscha liegt. Weitere Mitglieder in dieser Band waren Heinz Gaber und Schlichter. Diese Band war weit über Lauscha hinaus bekannt und konnte bei einer Werkstattwoche in Meiningen 1978 Preise gewinnen. Rolf Städter kam als neuer Schlagzeuger 1977 zu Epy Thal. 1978 fusionierte die Band mit Walter Geyer (Gesang und Mundharmonika) aus Ilmenau zur Gruppe „Pro Art“, die in dieser Besetzung auch als Begleitband mit Stefan Diestelmann unterwegs war.
Als Willy Knoth 1978 Epy Thal verließ, entstand die Idee für ein neues Projekt, das mehr Wert auf Eigenkompositionen und eigene Texte in Lauschaer Mundart legen sollte. Im Winter 1979/1980 trafen sich die Musiker Reinhard Bäz, Horst Greiner-Fuchs, Manfred Kraus, Rolf Städter und Michael Müller-Philipp-Sohn zu den ersten Proben in der Musikschule in Neuhaus am Rennweg. Nach kurzer Suche für einen passenden Namen schlug Bäz Bromm Oss (hochdeutsch: „Brummochse“) vor. Erste Auftritte gab es im Frühjahr 1980.
Gespielt wurden technisch anspruchsvolle Coverversionen u. a. von den Doobie Brothers, Foreigner, Bob Seger, Styx und Toto. Die mehrstimmigen liedhaften Eigenkompositionen in Mundart waren in der Musiklandschaft der ehemaligen DDR einzigartig. Mit dem Bandslogan „So rockt’s in den Bergen“ wurde Bromm Oss zum Vorbild für einen eigenständigen, von Amateurbands getragenen Mundartrock. Die Band bekam mehrere Auszeichnungen, erhielt Fernseh-Auftritte in den Musiksendungen „Jugendklub“, „Stoprock“ und mehrfach im Jugendmagazin „rund“, einen Auftritt beim Rockfestival Rock für den Frieden 1983 und ging auf Auslandstouren, 1983 an die BAM und an die Druschba-Trasse. Trotz des Erfolges behielt die Band, in der drei gelernte Kunstglasbläser, ein Diplom-Mathematiker und ein Gebrauchswerber spielten, den Amateurstatus bewusst bei. 1986 kam es aufgrund von Meinungsverschiedenheiten bezüglich der weiteren musikalischen Richtung zur Trennung von Rolf Städter und Reinhard Bäz. Die restliche Band machte mit Drumcomputer und wechselnden Sängern, unter anderem Marina Heß, bis 1988 weiter, als Horst Greiner-Fuchs und Michael Müller-Philipp-Sohn entschieden, sich auf die Studioarbeit zu konzentrieren. 1988 wurde das Projekt Bromm Oss beendet.

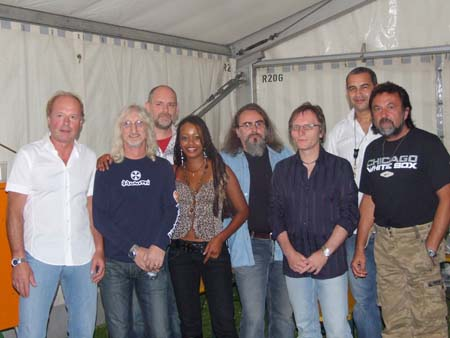
Besetzung 2008–2009 mit Horst Greiner-Fuchs, Reinhard Bäz, Heiner Licht, Pauline Bila, Michael Müller-Phillip-Sohn, Manfred Kraus, René Decker und Rolf Städter

Beim 10. Tierberg-Open-Air am 28. Juni 2008 in Lauscha, zwei Testveranstaltungen zuvor im Februar und im April 2008 in Reichmannsdorf und bei nachfolgenden Auftritten in Gräfenthal, in Zella-Mehlis und in Lauscha bis in das Jahr 2009 trat die Band noch einmal in einer mit Gastmusikern erweiterten Originalbesetzung auf. Nach dem damit allerletzten gemeinsamen Auftritt am 24. Oktober 2009 im Kulturhaus Neuhaus am Rennweg wurde die endgültige Trennung bekanntgegeben. Einzelne Musiker sind weiterhin in verschiedenen Projekten aktiv.

## Produktionen

### Veröffentlichungen
- In der Nacht starb ein Baum, Berlin 1981, Sampler „Auf dem Wege... 2“, Amiga, 4:17, Komposition Manfred Kraus, Text Gisela Steineckert

Covertext der LP (Auszug): „Eine der großen Überraschungen der V. FDJ-Werkstattwoche 1980 kam aus dem Suhler Bezirk selbst: Die Gruppe „BROMM OSS“. Obwohl diese Band erst seit kurzem besteht, überzeugte sie durch ihre perfekte musikalische Leistung und bekam somit verdientermaßen einen der Förderpreise des FDJ-Zentralrates. Zu den schönsten, stimmungsvollen Liedern der Gruppe – nach einem Gedicht Gisela Steineckerts entstanden – gehört: „In der Nacht starb ein Baum“. In ihm kommt besonders die interessante Stimme des Sängers Reinhard Bäz zum Tragen. Als besonderes musikalisches Detail sei noch die Verwendung einer selbstgebauten bundlosen Baßgitarre erwähnt.“
- Singles 1, Maxi-Single-CD, Ernstthal und Berlin 2009, enthält Aus 2. Hand 3:48 (2008), Wenn ich soch, ich moch dich 3:33, Bistä (Music is healing my Soul) 2:41 (2008), Ping Pong 3:39

### Rundfunkproduktionen
- Wenn ich soch, ich moch dich, 1981
- Fang mich (wenn dä konnst), 1981
- Loß mich doch in Ruh, 1982, Musikvideo im Fernsehen der DDR
- Radio, 1982
- Digital, 1983, Liveauftritt im Fernsehen der DDR
- Kinderlied, 1983, „Rock für den Frieden“
- Ping Pong, 1985
- Haus der Phantasie, 1986